# Grapeview
Grapeview (korábban Detroit) az Amerikai Egyesült Államok északnyugati részén, Washington állam Mason megyéjében elhelyezkedő statisztikai település. A 2010. évi népszámlálási adatok alapján 954 lakosa van.
Az 1870-es és 1920-as évek között a település hajójáratok megállója volt.

## Fordítás
- Ez a szócikk részben vagy egészben  a   Grapeview, Washington című angol Wikipédia-szócikk ezen változatának fordításán alapul.  Az eredeti cikk szerkesztőit annak laptörténete sorolja fel. Ez a jelzés csupán a megfogalmazás eredetét és a szerzői jogokat jelzi, nem szolgál a cikkben szereplő információk forrásmegjelöléseként.